# 大屯能源
上海大屯能源股份有限公司（上交所：600508），上海大屯煤電旗下公司，中煤能源轄下機構，是在1999年由上海大屯煤電批准成立，主要業務生產煤电铝运、煤炭、铝锭、电力等企業。現任董事長高建軍。
其主要資產地區包括四对煤炭生产矿井（位于沛县的姚桥煤矿、徐庄煤矿、孔庄煤矿、龙东煤矿）、四个选煤厂、一个发电厂、一个电解铝厂、一个铝加工厂和179.3公里的自营铁路专用线等。
2001年，於上海證券交易所上市。
2006年，经國務院批准，被中煤能源集團收購。